# トランスアジア航空222便着陸失敗事故
トランスアジア航空222便着陸失敗事故（トランスアジアこうくう222びんちゃくりくしっぱいじこ、中国語: 馬公空難）は、2014年7月23日午後7時（UTC+8）、台湾南部の高雄国際空港発、澎湖島馬公空港行きの定期旅客便トランスアジア航空（復興航空）222便（GE222便）が、台風10号による天候不良の影響を受け馬公空港にて着陸を失敗し、復行を試みたが上昇できず、澎湖県湖西郷西溪村に墜落した事故である。乗客54名、乗員4名のうち、48名が死亡した。また、この事故に民家2棟が巻き込まれ、少なくとも5人が負傷した。

## 事故経過
トランスアジア航空222便は台湾南部の高雄国際空港から澎湖島の馬公空港へと飛行する予定だった。16時0分に高雄国際空港を出発する予定だったが、悪天候の影響を受け大幅に遅延し、出発したのは定刻より1時間43分遅れとなる17時43分であった。当時、台風10号が台湾を直撃していた。
到着予定時刻は19時となり、19時頃馬公空港にて着陸を試みたが天候不良により断念した。19時6分には着陸復行を求めたが、19時8分に事故機の機影は高度300フィート (91 m)でレーダーから消えた。この直後に墜落したと考えられている。
民用航空局は、当時の気象状況は雷雨ではあったが降水量は45.5 mmで暴風圏からは脱しており、視界は1,600フィート (490 m)から800フィート (240 m)で、これはATR 72の着陸が可能とされる値であるとしたが、当時は天候の変わりが激しくリアルタイムでは視界が基準に満たなかったとの見方がある。
この事故で、墜落地点付近の民家2棟が巻き込まれ、地上で5人の怪我人が出た。
犠牲者数は当初47人であったが、病院に運ばれた11人のうち1人は病院にたどり着く前に息を引き取り48人となった。

## 対応
事態を知った台湾政府は、「馬公空難中央災害応変中心」（馬公航空事故中央災害対応センター）を立ち上げた。トランスアジア航空は、犠牲者の家族を現地へ渡航させる専用機を提供し、初期の費用として見舞金20万NT$、葬祭費80万NT$を拠出することを明らかにした。

## 事故原因
最終版の事故報告書によれば、台風10号による悪天候が原因の視界不良のため、パイロットたちは滑走路の位置を確認できないまま機体を基準の高度以下にまで下げており、彼らが着陸復行を決めた際には基本的に既に手遅れであったことを指摘した。それ故に事故原因はマニュアルに違反したヒューマンエラーであると分類されている。合わせてリアルタイムでの天候状況を正確に伝えなかった管制側にも問題があるとされた。

## 事故機
墜落したATR 72-500は、フランスとイタリアの航空機メーカーが合弁事業で興したATR製の航空機で、搭載量を増大し、離着陸性能と操縦性を向上させたタイプである。事故機のB-22810は2000年に製造され、同年7月にトランスアジア航空に引き渡された。墜落時点の機齢は約14年だった。エンジンはPW127Fを搭載していた。

## 乗員・乗客
機長は、60歳で経験20年・飛行時間22994時間であり、副操縦士は39歳、飛行時間2392時間であった。

### 搭乗者の国籍
| 国籍     | 乗客人数 | 乗員人数 | 合計 |
| -------- | -------- | -------- | ---- |
| 中華民国 | 52       | 4        | 56   |
| フランス | 2        | 0        | 2    |
| 合計     | 54       | 4        | 58   |

## 各国の反応
- 中華人民共和国：中国共産党中央委員会総書記習近平が、哀悼の意を表した[9]。

## 映像化
- メーデー!:航空機事故の真実と真相 第16シーズン第2話「Blown Away」
- 火曜エンタ 世界が騒然!本当にあった㊙︎衝撃ファイル